# Туркомплекс «Велегож»
Туркомплекс Велегож — посёлок в Заокском районе Тульской области России.
В рамках административно-территориального устройства входит в Страховский сельский округ Заокского района, в рамках организации местного самоуправления включается в Страховское сельское поселение.

## География
Посёлок находится в 10 км от районного центра Заокский и железнодорожной станции Тарусская, 85 км от Тулы и 120 км от Москвы. Расположен в сосновом бору, граничит с санаторием-курортом Дом отдыха «Велегож» (фактически расположены на одной территории за единым ограждением), берегом реки Ока с песчаным пляжем, памятником природы «Зелёная зона дома отдыха Велегож». Климат области — умеренно континентальный.

## Население
| 2002 | 2010 |
| ---- | ---- |
| 158  | ↘128 |

## История
Возник как «спутник» санатория-курорта Дом отдыха «Велегож». В настоящее время ООО «Пансионат с санаторно-курортным лечением «Велегож». Находится в ведении общественных организаций: «Федерация независимых профсоюзов России» и «Тульской федерации профсоюзов». В число туркомплекса, для проживания сотрудников, входят: жилой двухэтажный одноподъездный дом на территории комплекса и построенные за территорией в 1970-х годах трёхэтажный двухподъездный корпус из панелей и в 1981 году одноподъездный пятиэтажный дом из красного кирпича. Сотрудники туркомплекса в 1990-х годах получили отводные земли по ул. Красная гора, для строительства ПМЖ.

## Инфраструктура
К посёлку подходит «Велегожское шоссе». На огороженной территории построены небольшие двух и одноэтажные деревянные домики для летнего отдыха. Имеется большое четырёх этажное здание из красного кирпича со всеми удобствами, столовая и большой культурно-досуговый центр. Территория оснащена танцевальной, детскими и спортивными площадками, большая автостоянка. В летнее время организована охрана территории.
На территории туркомплекса обустроены четыре улицы: Берёзовая, Берёзовая аллея, Берёзовая роща, Красная гора; рядом расположена туристическая деревня «Плетёнка».

## Фалеристика
Турбаза Велегож — значок, на котором изображена река Ока, на берегу которой в сосновом бору стоит туристическая палатка, перед которой горит костёр.